# K. N. Toosi 기술 대학교
K. N. Toosi 기술 대학교 (KNTU) (Khajeh Nasir Toosi University of Technology)는 이란의 테헤란에 있는 공립 대학교로 중세 페르시아 학자 Khajeh Nasir Toosi 의 이름을 따서 명명되었다. 이 대학은 이란에서 가장 권위가 있으며 정부가 후원하는 고등 교육 기관 중 하나로 간주된다. 대학 입학 경쟁이 치열하여 모든 학부 및 대학원 프로그램에 입학하려면 "Konkoor"라고 불리는 이란 대학 입학 시험에서 상위 1 %를 받아야한다.

## 역사

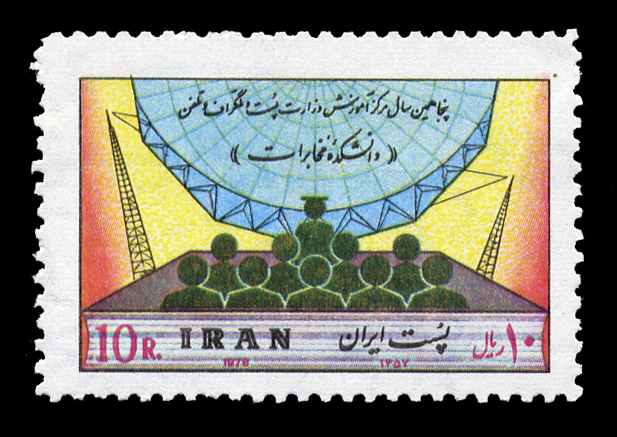
50주년 기념 스탬프

대학은 1928년에 설립되었으며 통치 기간 동안 Reza 샤 팔라, 테헤란에서 지명되었다. "Institute of Communications"(Persian: دانشکده مخابرات). 그러므로 간주됩 가장 오래 살아남은 교육 기관이다. (이란했던 대학 800 2000년 전에는에서 이름만, 유적지 및 과학적 역사가 살아남았다.)
토목 공학과는 1955년 측량 연구소로 설립되었다. 이 연구소는 나중에 수리 공학 및 구조 공학 연구소에 합류했다.
기계 공학과는 1973년에 설립되었다. 이러한 고등 교육 기관은 1980년에 공식적으로 통합되어 "기술 및 공학 대학 단지"로 명명되었다. 국가가 학자들에게 경의를 표하는 일반적인 관행에 의해 대학은 1984년 "Khajeh Nassir-Al-Deen Toosi (KN Toosi) University of Technology"로 이름이 변경되었다. 이란 과학 기술부 소속이다.
2012년 기준으로 이 대학은 'Saar'(Starling)라는 새로운 위성의 생산과 항공기용 레이더 회피 코팅을 포함한 첨단 프로젝트를 계획하고 있다. 또한 대학의 과학위원회는 위성 운반선과 토착 8인승 헬리콥터를 포함한 많은 산업 프로젝트에 참여하고 있다.

## 학부

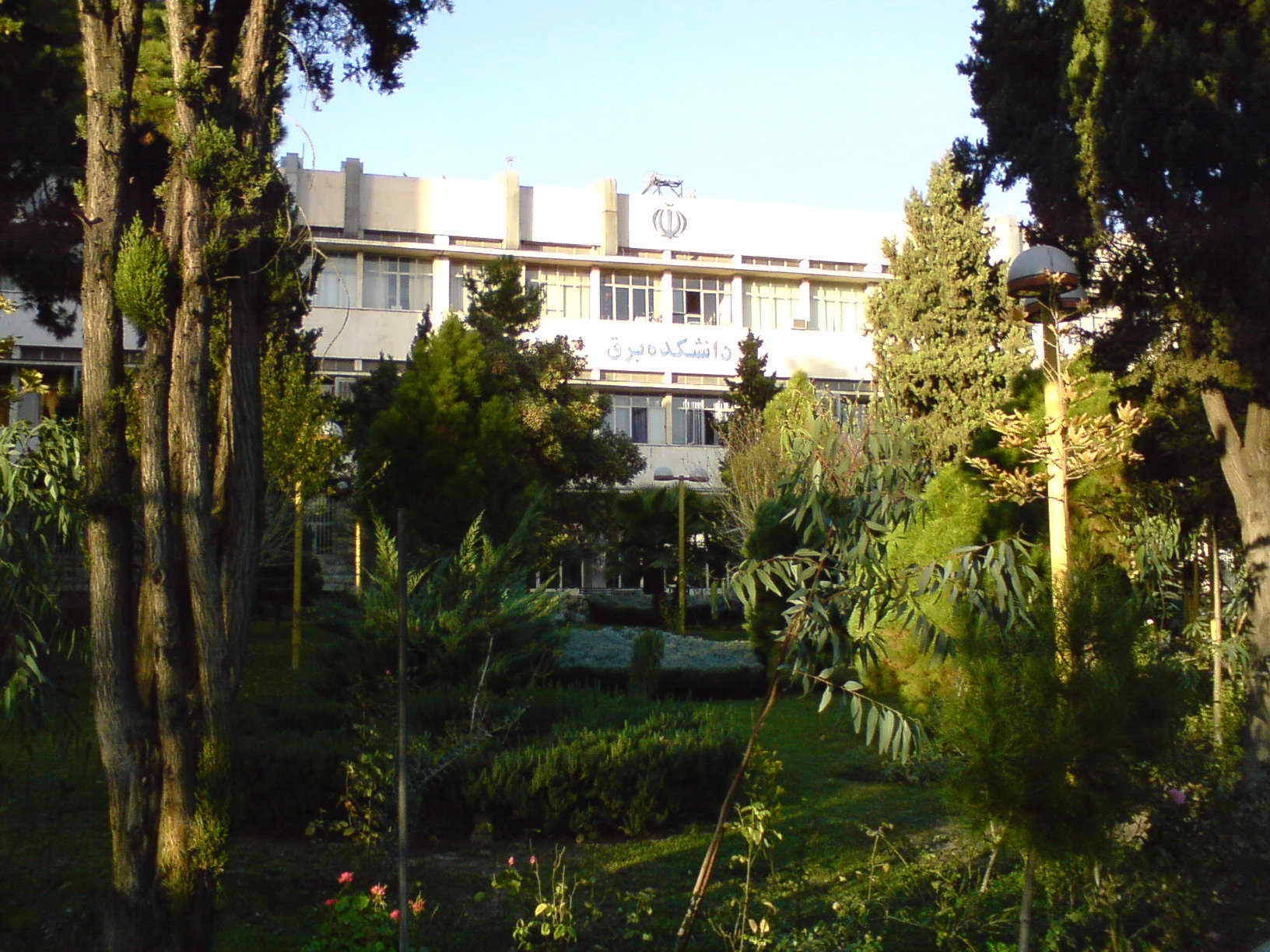
전기 공학부

이 대학의 설립된 학부는 다음과 같다. :
- 전기 공학 학부 (1928)[2]
- 기계 공학부 (1973)[3]
- 토목 공학부 (1955)
- 산업 공학 학부 (1998)[4]
- 측지 및 지리 공학 학부 (1955)  보관됨 2020-12-05 - 웨이백 머신
- 항공 우주 공학부 (2006)  보관됨 2021-12-26 - 웨이백 머신
- 컴퓨터 공학부
- 재료 과학 및 공학 학부
- 화학 학부
- 물리 학부
- 수학 학부
- E-Learning Center (2004)

KN Toosi University of Technology의 다양한 기원으로 인해 교수진은 하나의 캠퍼스에 집중되어 있지 않다. 그 결과 대학에는 5개의 캠퍼스와 중앙 건물이 있다. 그러나 대학 중앙 집중화 계획이 진행 중이다.
각 교수는 그것의 자신의 컴퓨터 센터, 라이브러리와 교육 서비스 office. 모든 라이브러리에 연결된 Simorgh 네트워크 라이브러리. 주택 시설을 이용할 수 있는 남자,여자를 이용하고 있다. 스포츠 시설에서는 모든 교정이다. 대학은 프로그래밍의 개발을 지점에서 베네수엘라과 연구소에서 테헤란.
테헤란 Mirdamad Ave.의 중앙 건물은 대학의 관리 기관이며 총장, 모든 부회장, 중앙 학술 서비스 및 등록 사무소가 이 건물에 있다. 교육 서비스 관리는 Golestan 교육 관리 시스템을 통해 이루어지며 연구는 Sepid 연구 관리 시스템을 통해 관리된다.

## 프로그램들
이 대학교는 20개 이상의 학사 (BS) 학위와 50개 학문 분야에서 석사 (MS) 학위를 제공한다. 28개의 박사 프로그램도 있다. BS 및 MS 수준에서 5개 이상의 공동 교육 프로그램을 주최한다. 이 과정은 광범위한 기반에 산업 지향성을 가지고 있다. 이 대학에는 250명의 정규 교수진이 있다. 총 학생 수는 약 7,000 명이다.
KN Toosi University of Technology는 노사 관계로 유명하다. Iran Khodro, Saipa, Aerospace Industries Organization과 같은 많은 회사를 위해 연구를 수행한다. 연구는 모든 KNTU 실험실에서 수행되며 ARAS 보관됨 2019-06-27 - 웨이백 머신 와 같은 연구 그룹도 학부 내에 존재한다. 발사체 연구 센터는 최초의 센터 중 하나인 항공 우주 공학 학부에서 작업을 시작했다. 이 대학에는 다음을 포함한 여러 우수 센터가 있다.

## 공동 국제 프로그램
KNTU는 전 세계의 많은 대학과 연구 및 교육 프로그램에서 협력하고 있다. 이와 관련하여 KNTU와 호주, 캐나다, 키프로스, 프랑스, 독일, 러시아, 영국 대학간에 양해 각서가 체결되었다.
대부분의 국제 프로그램 과정은 영어로 제공된다. 이 프로그램에 대한 입학은 국가 입학 시험 (Konkoor) 또는 KNTU에서 실시하는 특별 시험을 통해 이루어진다. 수업료는 프로그램마다 다르다. 다음과 같은 공동 국제 프로그램이 활성화되어 있다.
- 네덜란드의 국제 항공 우주 조사 및 지구 과학 연구소 (ITC)와 함께 원격 감지 및 지리 정보 시스템 석사 프로그램.
- 영국 런던의 Kingston University에서 자동차 공학 석사 프로그램.
- 영국 맨체스터 소재 맨체스터 대학교 에너지 시스템 석사 프로그램.
- 러시아 모스크바에 있는 모스크바 주립 항공 우주 기술 대학 (MATI)에서 항공 우주 공학 학사 프로그램을 취득했다.
- 러시아 모스크바에 있는 모스크바 주립 항공 우주 기술 대학 (MATI)에서 항공 우주 공학 박사 과정을 수료했다.

## 연구
- 액체 추진 발사체 설계의 우수 센터
- 우주 공학의 우수 센터
- 로봇 공학 및 제어의 우수성 센터
- 재료 및 현대 구조의 우수성 센터
- 에너지 시스템 및 유체의 우수성 센터

이 대학에는 다음과 같은 여러 연구 센터가 있다.
- 우주 시스템 연구 센터

이 대학에는 다음과 같은 여러 연구 실험실이 있다.
- 추진 연소 연구실 (항공 우주 공학부)
- MDO (다 분야 설계 최적화) 연구실 (항공 우주 공학부)
- 우주 연구실 (항공 우주 공학부)
- 항공 역학 연구실 (항공 우주 공학부)
- 아음속 풍동 (항공 우주 공학부)
- 병렬 처리 연구실 (항공 우주 공학부)
- 다상 유동 실험실 (기계 공학부)
- 액추에이터 연구실 (기계 공학부)
- 진동 및 자동차 연구실 (기계 공학부)
- 가상 현실 연구실 (기계 공학부)
- 복합 연구실 (기계 공학부)
- 파괴 역학 연구실 (기계 공학부)
- 계측 및 제어 연구실 (기계 공학부)
- 연소 연구실 (기계 공학부)
- 터보 기계 연구실 (기계 공학부)
- 나노 재료 연구실 (기계 공학부)
- 로보틱스 연구실 (기계 공학부)
- 확산 스펙트럼 및 무선 통신 연구실 (전기 공학부)
- 디지털 제어 시스템 연구실 (전기 공학부)
- 산업 제어 연구실 (전기 공학부)
- 계장 연구실 (전기 공학부)
- 지능형 시스템 연구실 (전기 공학부)
- 선형 시스템 이론 연구실 (전기 공학부)
- 적응 제어 시스템 연구실 (전기 공학부)
- 시스템 식별 연구실 (전기 공학부)
- 최적 제어 시스템 연구실 (전기 공학부)
- 비선형 제어 시스템 연구실 (전기 공학부)
- 견고한 제어 시스템 연구실 (전기 공학부)
- 로보틱스 연구실 (전기 공학부)
- 지도 및 항법 연구실 (전기 공학부)
- 자동화 연구실 (전기 공학부)
- 공정 제어 연구실 (전기 공학부)
- 의 생명 공학 연구실 (전기 공학부)
- 생체 신호 및 영상 처리 연구실 (전기 공학부)
- 생체 전기 인공 장기 연구실 (전기 공학부)
- 안테나 연구실 (전기 공학부)
- 통신 회로 연구실 (전기 공학부)
- DSP (디지털 신호 처리) 연구실 (전기 공학부)
- 마이크로파 연구실 (전기 공학부)
- 광섬유 연구실 (전기 공학부)
- 논리 회로 연구실 (전기 공학부)
- 마이크로 프로세서 연구실 (전기 공학부)
- 컴퓨터 네트워크 연구실 (전기 공학부)
- FPGA 연구실 (전기 공학부)
- 컴퓨터 연구실 (전기 공학부)
- 병렬 보철 연구실 (전기 공학부)
- 컴퓨터 아키텍처 연구실 (전기 공학부)
- 디지털 전자 연구실 (전기 공학부)
- 전자 회로 연구실 (전기 공학부)
- 고전압 연구실 (전기 공학부)
- 전력 계통 연구실 (전기 공학부)
- 중계 및 보호 연구실 (전기 공학부)
- 특수 기계 연구실 (전기 공학부)
- 전력 전자 연구실 (전기 공학부)
- 전기 기계 연구실 (전기 공학부)
- 정밀 측정 및 품질 관리 연구실 (산업 공학부)
- 시뮬레이션 연구실 (산업 공학부)
- IT (정보 기술) 연구실 (산업 공학부)
- 자동화 및 산업 시스템 연구실 (산업 공학부)
- 전략 지능 연구실 (산업 공학부)
- 로보틱스 및 설계 및 제조 연구실 (산업 공학부)
- 수치 계산 연구실 (이학부)
- 레이저 연구실 (과학부)
- 고체 물리 연구실 (과학부)

## 순위
2016년 9월 Times Higher Education Supplement가 발표 한 최신 대학 순위에서 KN Toosi University of Technology는이란의 상위 5 개 대학과 세계 601 ~ 800 개의 상위 대학 중 하나로 선정되었다.

## 참고 문헌
1. ↑  “Archived copy”. 2012년 8월 1일에 원본 문서에서 보존된 문서. 2012년 8월 1일에 확인함.
2. ↑  “보관된 사본”. 2016년 6월 16일에 원본 문서에서 보존된 문서. 2020년 11월 19일에 확인함.
3. ↑  http://www.kntu.ac.ir/mechanical
4. ↑  http://www.kntu.ac.ir/industrial
5. ↑  “Times Higher Education Ranking”. 2016년 5월 7일.
6. ↑  “K. N. Toosi University of Technology”. 《Top Universities》 (영어). 2015년 7월 16일. 2020년 11월 19일에 확인함.
7. ↑  “K.N.Toosi University of Technology Ranking”. 《www.scimagoir.com》. 2020년 11월 19일에 확인함.